# Газодинамічний розрив пласта
Газодинамічний розрив пласта (ГДРП) — спосіб збільшення нафтовилучення при свердловинному видобуванні нафти.

## Загальний опис
Технологія розроблена в ЗАТ "Пермський інженерно-технічний центр «ГЕОФІЗИКА». Для її реалізації використовують твердопаливні генератори тиску з спалюванням пороху і рідкі термогазоутворюючі композиції.
Механічний вплив при ГДРП здійснюється в два етапи. На першому етапі твердопаливні генератори тиску створюють імпульс тиску з крутим фронтом великої амплітуди і досить малим часом дії (частки секунд). Величина максимального тиску перевершує тиск розриву пласта. В цьому випадку в пласті буде утворюватися сітка дрібних тріщин. На другому етапі відбувається згорання композиції.
Згоряння характеризується тривалим часом дії (кілька секунд) і амплітудою тиску, достатньою для розриву пласта і збільшення довжини і розкриття (зяяння) дрібних тріщин, які утворилися при горінні на першому етапі.
При ГДРП свердловинна рідина, термогазоутворювальні композиції та продукти горіння проникають в пласт під імпульсним впливом тиску не шляхом фільтрації через пористе середовище, з природних та новостворених тріщинах, як клин розширюючи і поширюючи їх вглиб пласта.
Утворені в пласті залишкові вертикальні тріщини не вимагають закріплення, що обумовлено властивістю гірських порід необоротно деформуватися при динамічному навантаженні та розвантаженні. Оцінки показують, що довжина залишкових тріщин, утворених при ГДРП, може досягати 25-30 м, а розкриття (зяяння) залишкових тріщин становить 2-8 мм. Компоненти композицій не забруднюють пласт і володіють розглинизуючими властивостями.
Тепловий вплив продуктів горіння полягає в розчиненні високомолекулярних відкладень парафіну, асфальтенів і смолистих речовин і зниженні в'язкості нафти в присвердловинній зоні пласта шляхом передачі тепла від газоподібних продуктів горіння, температура яких може досягати відповідно 22 500 і 14 500 К.
Фізико-хімічний вплив на пласт продуктів горіння проявляється в зниженні коефіцієнтів в'язкості і поверхневого натягу нафти на кордоні з водою, частковому розчиненні карбонатів і пластового цементу. При зниженні тиску в свердловині і його пульсації відбувається очистка тріщин і перфораційних каналів від піщано-глинистих частинок і продуктів реакції.
Для проведення ГДРП вибирають свердловини, що задовольняють наступним умовам. Колектор — вапняки, пористі тріщинуваті доломіти, пісковики з прошарками аргілітів, алевролітів і глин. Гідростатичний тиск в інтервалі обробки — не менше 10 МПа. Статичний рівень — не менше 200 м від гирла свердловини. Щільність перфорації — не менше 20-30 отворів / м. Глибина свердловини повинна бути більше 1200 м. При пластовій температурі до 1000С роботи проводять з будь-якими марками термогазоутворюючих композицій.
Технологія гідродинамічного розриву пласта застосовувалася на родовищах нафти в Західному Сибіру, Волгоградської, Пермської і Калінінградській областях, та ін. При обробці 43 свердловин 26 свердловин були бездіяльними. Середнє прирощення дебіту свердловин в результаті обробки склало 13,8 т / добу і додатково одержувана нафта при одній свердловино — операції склала 2525 т. При цьому тривалість дії ефекту в межах 6-18 місяців.